# Feel It (chanson de The Tamperer featuring Maya)
Pour les articles homonymes, voir Feel It.
Singles de The Tamperer featuring Maya
If You Buy This Record Your Life Will Be Better
(1998)
Pistes de Fabulous
If You Buy This Record (Your Life Will Be Better)
(1) Gotta Shine
(3)
Feel It est une chanson du groupe italien The Tamperer featuring Maya sortie le 9 mai 1998 sous le label Battery Records. 1er single extrait de leur 1er et unique album studio Fabulous (1998). La chanson est enregistrée par Gianluca Mensi et produite par Falox. La chanson reprend un sample d'une chanson de 1980 de Michael Jackson Can You Feel It.  Feel It devient numéro un au Royaume-Uni, 4e en Irlande, 4e aux États-Unis Hot Dance Club Songs.

## Liste des pistes
CD Single en France
1. Feel It (Radio Version) (2:56)
2. Feel It (Extended Mix) (6:25)

CD Single en Europe
1. Feel It (Radio Version) (3:24)
2. Feel It (Original Version) (5:05)

## Classement par pays
| Classement (1999-2000)                    | Meilleure position |
| ----------------------------------------- | ------------------ |
| Australie (ARIA)                          | 19                 |
| Autriche (Ö3 Austria Top 40)              | 18                 |
| Belgique (Flandre Ultratop 50 Singles)    | 3                  |
| Belgique (Wallonie Ultratop 50 Singles)   | 1                  |
| Canada Dance (RPM)                        | 1                  |
| Danemark (IFPI)                           | 9                  |
| Europe (Eurochart Hot 100 Singles)        | 2                  |
| Finlande (Suomen virallinen lista)        | 7                  |
| France (SNEP)                             | 5                  |
| Allemagne (Media Control AG)              | 31                 |
| Irlande (IRMA)                            | 1                  |
| Italie (FIMI)                             | 3                  |
| Pays-Bas (Nederlandse Top 40)             | 7                  |
| Nouvelle-Zélande (RMNZ)                   | 10                 |
| Norvège (VG-lista)                        | 5                  |
| Suède (Sverigetopplistan)                 | 20                 |
| Suisse (Schweizer Hitparade)              | 33                 |
| Royaume-Uni (The Official Charts Company) | 1                  |
| États-Unis Billboard Hot Dance Club Play  | 4                  |